# Jürgen Weitzel
Jürgen Weitzel (* 21. März 1944 in Plauen; † 20. April 2015 in Würzburg) war ein deutscher Rechtswissenschaftler. Er war Inhaber des Lehrstuhls für Deutsche und Europäische Rechtsgeschichte, Kirchenrecht und Bürgerliches Recht an der Universität Würzburg.

## Leben und Wirken
Jürgen Weitzel besuchte von 1950 bis 1963 die Grundschule und das Gymnasium in Frankfurt am Main. Von 1963 bis 1968 studierte er dort und in Heidelberg Rechtswissenschaft. Er wurde im Sommersemester 1974 an der Universität Frankfurt am Main mit der Arbeit Der Kampf um die Appellation ans Reichskammergericht. Zur politischen Geschichte der Rechtmittel in Deutschland promoviert. Von 1976 bis 1982 war Weitzel Assistenzprofessor an der FU Berlin, wo er sich 1983 habilitierte. Von 1984 bis 1993 folgten Lehrstuhlvertretungen; ab 1995 war er ordentlicher Professor in Würzburg. Weitzel war vom 1. April 1998 bis zum 30. September 1999 Dekan der Juristischen Fakultät. Ihm wurde 2004 die Sarton-Medaille der Universität Gent verliehen. Er starb nach langer schwerer Krankheit.
Seine beiden Arbeitsschwerpunkte waren das Reichskammergericht sowie frühmittelalterliches und mittelalterliches Recht. Er war Mitglied der Vereinigung für Verfassungsgeschichte.

## Schriften (Auswahl)
Ein Schriftenverzeichnis erarbeitet von Bernhard Diestelkamp, Reingard Rauch erschien in: Nachruf auf Jürgen Weitzel (Plauen 21. März 1944 – 20. April 2015). In: Zeitschrift der Savigny-Stiftung für Rechtsgeschichte, Germanistische Abteilung. 133, 2016, S. 852–867.
Monographien
- Der Kampf um die Appellation ans Reichskammergericht. Zur politischen Geschichte der Rechtsmittel in Deutschland (= Quellen und Forschungen zur höchsten Gerichtsbarkeit im alten Reich. Bd. 15). Böhlau, Köln u. a. 1976, ISBN 3-412-05475-5.
- Über Oberhöfe. Recht und Rechtszug (= Göttinger Studien zur Rechtsgeschichte. Bd. 15). Musterschmidt, Göttingen 1981, ISBN 3-7881-1835-0.
- Dinggenossenschaft und Recht. Untersuchungen zum Rechtsverständnis im fränkisch-deutschen Mittelalter (= Quellen und Forschungen zur höchsten Gerichtsbarkeit im alten Reich. Bd. 15). Böhlau, Köln u. a. 1985, ISBN 3-412-00385-9.
- Tatbestand und Entscheidungsqualität. Duncker & Humblot, Berlin 1990, ISBN 3-4280-6851-3.

Herausgeberschaften
- Hoheitliches Strafen in der Spätantike und im frühen Mittelalter (= Konflikt, Verbrechen und Sanktion in der Gesellschaft Alteuropas. Bd. 7). Böhlau, Köln u. a. 2002, ISBN 3-412-12402-8.